# Брач (аеропорт)
Аеропорт Брач (хорв. Zračna luka Brač, (IATA: BWK, ICAO: LDSB)) — аеропорт на острові Брач Хорватія. Знаходиться за 14 км від міста Бол та за 32 км від міста Супетар. 
Аеропорт розташований на плоскогір'ї, на висоті 541 м над рівнем моря. До міста Бол від аеропорту веде дорожній серпантин.
Аеропорт було відкрито 22 травня 1993 року, що робить його найновішим аеропортом Хорватії
У листопаді 2016 року розпочалася робота по подовженню злітно-посадкової смуги, у напрямку на південний захід від 1440 до 1760 метрів, що дозволить їй обробляти такі літаки, як Airbus A319, Bombardier C-Series і Embraer 195. Кошторисна вартість проєкту - 666,000 Є, проєкт було завершено в березні 2017 року
Другий етап розширення злітно-посадкової смуги буде в напрямку на північний-схід, згідно проєкту ЗПС буде подовжено з 1760 до 2350 метрів, завершення робіт - червень 2018 року, це дозволить приймати літаки Airbus A320 і Boeing 737-800 
Аеропорт призначений в першу чергу для обслуговування чартерних рейсів, які виконуються в курортний сезон з Центральної Європи.
Під час літніх місяців рейси в аеропорт виконують Croatia Airlines, Austrian Airlines і приватна компанія Wings Flugcharter. Більша частина польотів на Брач здійснюється з австрійських аеропортів. Croatia Airlines виконує рейси з Загреба і Граца.

## Авіакомпанії і напрямки на квітень 2017
| Авіакомпанія     | Пункт призначення                                                               |
| ---------------- | ------------------------------------------------------------------------------- |
| Croatia Airlines | Сезонний: Загреб Сезонний чартер: Грац                                          |
| Czech Airlines   | Сезонний чартер: Іннсбрук, Лінц, Відень                                         |
| Mistral Air      | Сезонний чартер: Барі, Неаполь                                                  |
| TUI fly Belgium  | Сезонний: Брюссель (з 23 травня 2017), Сезонний чартер: Доль (з 23 травня 2017) |

## Статистика

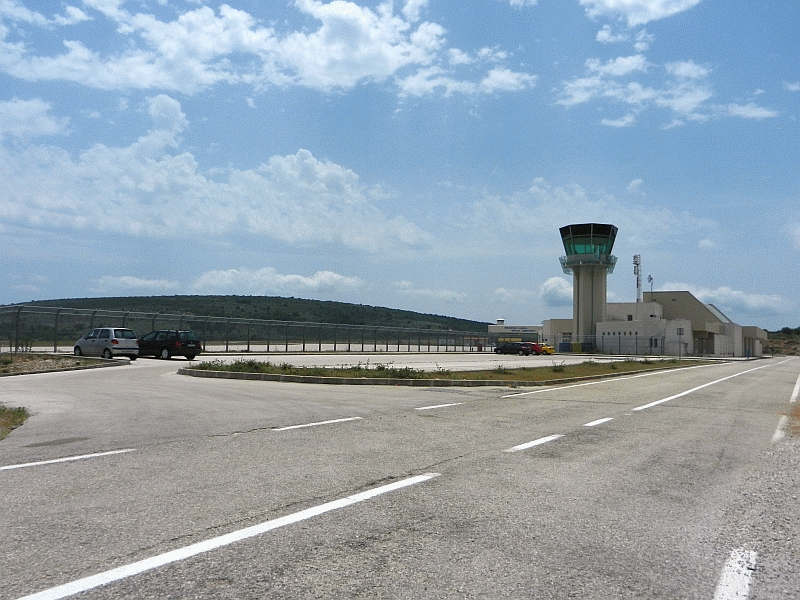

| Рік  | Пасажирообіг |
| ---- | ------------ |
| 2011 | 11,367       |
| 2012 | 11,402       |
| 2013 | 9,433        |
| 2014 | 9,616        |
| 2015 | 8,809        |
| 2016 | 12,354       |